# Локян, Арсен Багдасарович
Арсен Багдасарович Локян (арм. Արսեն Բաղդասարի Լոքյան; род. 3 октября 1972, Джавахетия, Самцхе-Джавахети) — армянский учёный, врач-психолог и управленец, ректор Академии государственного управления Армении (2011—2021).

## Биография
Родился 3 октября 1972 года в Грузинской ССР.
В 1989—1994 годах обучался на лечебно-профилактическом факультете Ереванского государственного медицинского института (ЕГМИ). В 1994—1996 годах обучался на военно-медицинском факультете ЕГМИ, получил квалификацию «лечебная работа в сухопутных войсках».
В 1996—1999 годах работал военным врачом в 3-м армейском корпусе Министерства обороны Армении.
В 1999—2002 годах проходил клиническую ординатуру по неврологии на факультете руководящего медицинского состава Военно-медицинской академии имени С. М. Кирова в Санкт-Петербурге. В 2002 году получил учёную степень кандидата медицинских наук.
В 2002—2007 годах работал в Центральном клиническом военном госпитале Министерства обороны Армении, в том числе с 2003 года — начальником неврологического отделения, главным невропатологом армии.
В 2007—2008 годах работал в контрольной службе премьер-министра Армении, в 2008—2011 годах — в контрольной службе президента Армении.
В 2009—2011 годах преподавал на кафедре неврологии в Институте усовершенствования врачей Министерства здравоохранения Армении. В 2011—2019 годах преподавал на кафедре сосудистой неврологии Ереванского государственного медицинского университета.
В 2011—2021 годах являлся ректором Академии государственного управления Армении, переизбирался в 2016 году.
В 2016 году получил учёную степень доктора психологических наук и учёное звание доцента. В 2019 году получил учёное профессора в области психологии.
Беспартийный. Состоит в браке, имеет сына и дочь.

## Научная деятельность
Автор 34 научных статей, 1 монографии, 1 учебного пособия и 2 методических указаний.
Главным редактором научного журнала «Государственное управление».

## Награды
- Медаль «Маршал Баграмян» (2002)[1].
- Золотая памятная медаль «Фритьоф Нансен» (2013)[1].